# Tancredi
Tancredi ist eine Oper in zwei Akten von Gioachino Rossini, Libretto von Gaetano Rossi, nach der Tragödie Tancrède von Voltaire. Sie wurde am 6. Februar 1813 im Teatro La Fenice in Venedig uraufgeführt. Der Erfolg des Tancredi bedeutete für den zwanzigjährigen Rossini den Aufstieg in die erste Riege der Opernkomponisten Europas.

## Handlung
Die Oper spielt im sizilianischen Stadtstaat Syrakus im Jahr 1005. Die Stadt liegt im Krieg mit den sarazenischen Armeen unter dem General Solamiro. Gleichzeitig ist sie im Inneren durch Bürgerkrieg zwischen den Familien der Edelleute Argirio und Orbazzano zerrissen. Der Edelmann Tancredi ist im Verlauf des Bürgerkriegs enteignet und verbannt worden und lebt als Gast am Hof von Byzanz. Bei einem Besuch des syrakusischen Edlen Argirio hat Tancredi dessen Tochter Amenaìde kennengelernt, und die beiden sind seitdem heimlich verliebt. Es gibt jedoch noch zwei weitere Männer, die um die Gunst von Amenaìde werben, der syrakusische Edelmann Orbazzano, Gegner von Argirio im Bürgerkrieg, und der sarazenische Heerführer Solamiro.
Um die Fehde zwischen den verfeindeten Familien zu beenden, soll Amenaìde mit Orbazzano vermählt werden. In ihrer Not bittet sie Tancredi brieflich um Hilfe. Das Schreiben wird jedoch abgefangen, und alle glauben, es sei an Solamiro gerichtet. Amenaìde wird wegen Hochverrats zum Tode verurteilt. Obwohl auch Tancredi von ihrer Schuld überzeugt ist, tritt er inkognito in einem Zweikampf gegen Orbazzano an und rettet so ihr Leben. Anschließend verlässt er das Land, um im Kampf zu sterben.
Rossini schrieb für die Oper zwei unterschiedliche Finale. Im Finale der Uraufführung in Venedig siegt Tancredi in der Schlacht und erfährt vom sterbenden Solamiro, dass der Brief an ihn, Tancredi, gerichtet war. Das Paar wird glücklich vereint.
Im Finale für die Erstaufführung in Ferrara wird Tancredi in der Schlacht tödlich verwundet und erfährt erst, als er sterbend in den Armen von Amenaìde liegt, dass der Brief an ihn gerichtet war.

### Erster Akt
Galerie im Palast von Argirio
Szene 1. Zu Beginn der Oper feiern Isaura und die Ritter der von den Sarazenen belagerten Stadt Syrakus das Ende des Bürgerkrieges (Introduktion Chor/Isaura: „Pace – onore – fede – amore“). Zwei Schildknappen bringen silberne Becken mit weißen Schärpen. Die Ritter umarmen sich und legen ihre alten blauen oder roten Schärpen ab. Isaura bindet ihnen als Symbol für die neue Eintracht die weißen Schärpen um.
Szene 2. Argirio und Orbazzano treten gemeinsam ein. Die neugewonnene Einigkeit, so hoffen sie, wird ihnen zu neuer Stärke im Kampf gegen die Belagerung verhelfen. Orbazzano warnt vor einem Verrat des verbannten Tancredi. Dessen Zorn hat besonders Orbazzano zu fürchten, da er als Preis für den Frieden  Tancredis Güter und die Hand Amenaìdes erhalten soll.
Szene 3. Amenaìde kommt mit ihren Damen und weiteren Schildknappen hinzu. Nach einem hoffnungsfrohen Chor der Damen („Più dolci, e placide spirano l’aure“) besingt Amenaìde ihre Liebe zu Tancredi, dessen Rückkehr sie ersehnt (Cavatine: „Come dolce all’alma mia“). Argirio teilt ihr den Beschluss mit, sie mit Orbazzano zu vermählen. Die entsetzte Amenaìde hat erst kurz zuvor heimlich einen Brief an Tancredi geschickt, mit der Bitte, nach Syrakus zurückzukehren, um ihr zu helfen.  Da Orbazzano und Argirio die Hochzeit sofort durchführen wollen, bittet Amenaìde um einen Tag Aufschub, um sich zu sammeln und mit ihrem Vater sprechen zu können.
Szene 4. Isaura bedauert das Schicksal ihrer Freundin Amenaìde und hat böse Vorahnungen.
Reizender Garten im Palast Argirios mit Blick auf einen der prächtigsten Teile desselben
Im Hintergrund befindet sich das blumenbedeckte Ufer eines Meerbusens, dessen Wellen die Palastmauern umspülen. Ein Kahn legt an. Roggiero steigt heraus und sieht sich um. Tancredi folgt ihm. Vier Schildknappen tragen seine Wappen, seine Lanze und seinen Schild, der mit den Worten „Treue“ und „Ehre“ beschriftet ist. Die Knappen bleiben im Hintergrund stehen.
Szene 5. Tancredi ist inkognito nach Syrakus zurückgekehrt. Er ist entschlossen, für Amenaìde sein Leben zu riskieren, und sehnt sich nach dem Wiedersehen mit ihr (Cavatine: „Tu che accendi questo core“ – „Di tanti palpiti“). Roggiero soll sie im Geheimen auf seine Rückkehr vorbereiten.
Szene 6. Tancredi befiehlt seinen Knappen, den Schild mit seinem in Syrakus noch unbekannten Wappen auf dem Stadtplatz aufzustellen und zu verkünden, dass sich ein ungenannter Ritter den städtischen Kämpfern anschließe. Unterdessen wartet er ungeduldig auf die Rückkehr Roggieros und versteckt sich, als er Leute kommen sieht.
Szene 7. Amenaìde, Argirio und sein Gefolge erscheinen im Garten. Argirio beauftragt seine Leute, die Hochzeitsgäste in den Tempel einzuladen. Er lehnt einen Aufschub mit der Begründung ab, dass der Stadt neue Gefahr drohe: Der Maure Solamiro, der bereits früher einmal um Amenaìde geworben hatte, sei mit seiner Armee eingetroffen. Außerdem sei Tancredi bereits in Messina angelangt – falls er hier als Rebell auftauche, erwarte ihn der sichere Tod. Orbazzano werde unterdessen in den Kampf gegen die Mauren ziehen, und es sei ihre Tochterpflicht, ihn durch ihre Liebe zu unterstützen, damit er als Sieger zurückkehre (Accompagnato: „La morte? / Della patria“ – Arie: „Pensa che sei mia figlia“).
Szene 8. Nach der Warnung ihres Vaters fürchtet Amenaìde, Tancredi durch ihren Brief in Gefahr gebracht zu haben. Da tritt dieser aus seinem Versteck hervor und gibt sich zu erkennen. Um sein Leben besorgt, rät sie ihm, zu fliehen und sie zu vergessen (Duett: „L’aura che intorno spiri“). Tancredis Hinweis auf ihre Liebe weist sie zurück. Beide beklagen diesen Verlauf ihres lang ersehnten Treffens und trennen sich traurig.
Szene 9. Roggiero hat inzwischen von der geplanten Hochzeit Amenaìdes mit Orbazzano und dem Todesurteil gegen Tancredi erfahren und beklagt dessen Schicksal.
Öffentlicher Platz bei der Stadtmauer, der in den Hof eines prachtvollen gotischen Tempels übergeht; antike Monumente
Szene 10. Die Edelleute der Stadt versammeln sich, um die Hochzeit Amenaìdes mit Orbazzano zu feiern (Chor: „Amori – scendete“). Die Krieger und Ritter ziehen ein und preisen Orbazzano (Chor: „Alla gloria, al trionfo, agli allori“).
Szene 11. Der verzweifelte Tancredi, der noch den letzten Teil des Chores gehört hat, erscheint, um das Geschehen zu beobachten. Roggiero folgt ihm, besorgt um seine Sicherheit. Da Tancredi nicht zur Vernunft zu bringen ist, führt er ihn schließlich gewaltsam in den Hintergrund der Szene.
Szene 12. Schildknappen leiten den Brautzug ein. Es folgen Pagen, Damen, Edelleute und Ritter, unter ihnen Argirio, Amenaìde und Isaura. Tancredi reißt sich von Roggiero los und tritt vor Argirio. Ohne seinen Namen zu nennen, bietet er ihm seine Dienste als Soldat an. Während Argirio noch auf Orbazzano wartet, wirft Tancredi Amenaìde Untreue vor. Als aber Argirio ihre Hand ergreift, um sie in den Tempel zu führen, weigert sie sich entschieden. Eher gehe sie in den Tod, als dass sie die Gemahlin Orbazzanos werde, den sie nicht lieben könne.
Szene 13. Jetzt endlich erscheint auch Orbazzano, der noch Amenaìdes Worte vernommen hat. Nun fordert er ihren Tod. Seine Spione haben ihren Brief abgefangen, und da er keinen Empfänger trägt, geht Orbazzano davon aus, dass er für den feindlichen General Solamiro bestimmt ist. Argirio liest den Brief vor. Darin fordert Amenaìde ihren Geliebten auf, nach Syrakus zu kommen, über seine Feinde zu siegen und zu herrschen. Alle sind erschüttert. Auch Tancredi, der schon zuvor Zweifel an Amenaìdes Liebe hatte, ist bereit, an ihren Verrat zu glauben (Finale I: „Ciel che lessi! oh tradimento!“). Einzig Isaura hält noch zu ihr. Alle beklagen den schrecklichen Verlauf des Tages (Tutti: „Quale infausto orrendo giorno“).

### Zweiter Akt
Galerie im Schloss Argirios mit einem kleinen Tisch und vornehmen Sesseln
Isaura in tiefen Schmerz versunken; Orbazzano vor Wut bebend; verschiedene Gruppen von bekümmerten und empörten Rittern.
Szene 1. Orbazzano hatte noch einen Versuch unternommen, Amenaìde zu verteidigen, wurde jedoch von ihr abgewiesen. Nun ist er zutiefst gekränkt. Er will dafür sorgen, dass über sie die Todesstrafe verhängt wird.
Szene 2. Argirio soll nun das Todesurteil über seine eigene Tochter unterschreiben. Obwohl er die Gründe akzeptiert, zögert er. Nach einem Zwischenruf Isauras („È tua figlia!“ – „Sie ist Deine Tochter“) brechen seine wahren Gefühle hervor (Rezitativ: „Oddio! – Crudel!“ – Arie mit Chor: „Ah! segnar invano io tento“). Erst als ihn Orbazzano auf seine Pflicht gegenüber dem Vaterland und dem Gesetz hinweist, sagt er sich von Amenaìde los und unterschreibt. Argirio und die Ritter verlassen die Szene.
Szene 3. Isaura wirft Orbazzano seine übertriebene Grausamkeit vor und warnt ihn vor der Strafe Gottes. Nachdem er gegangen ist, betet sie um Frieden für die Seele ihrer Freundin (Arie: „Tu che i miseri conforti“).
Gefängnis

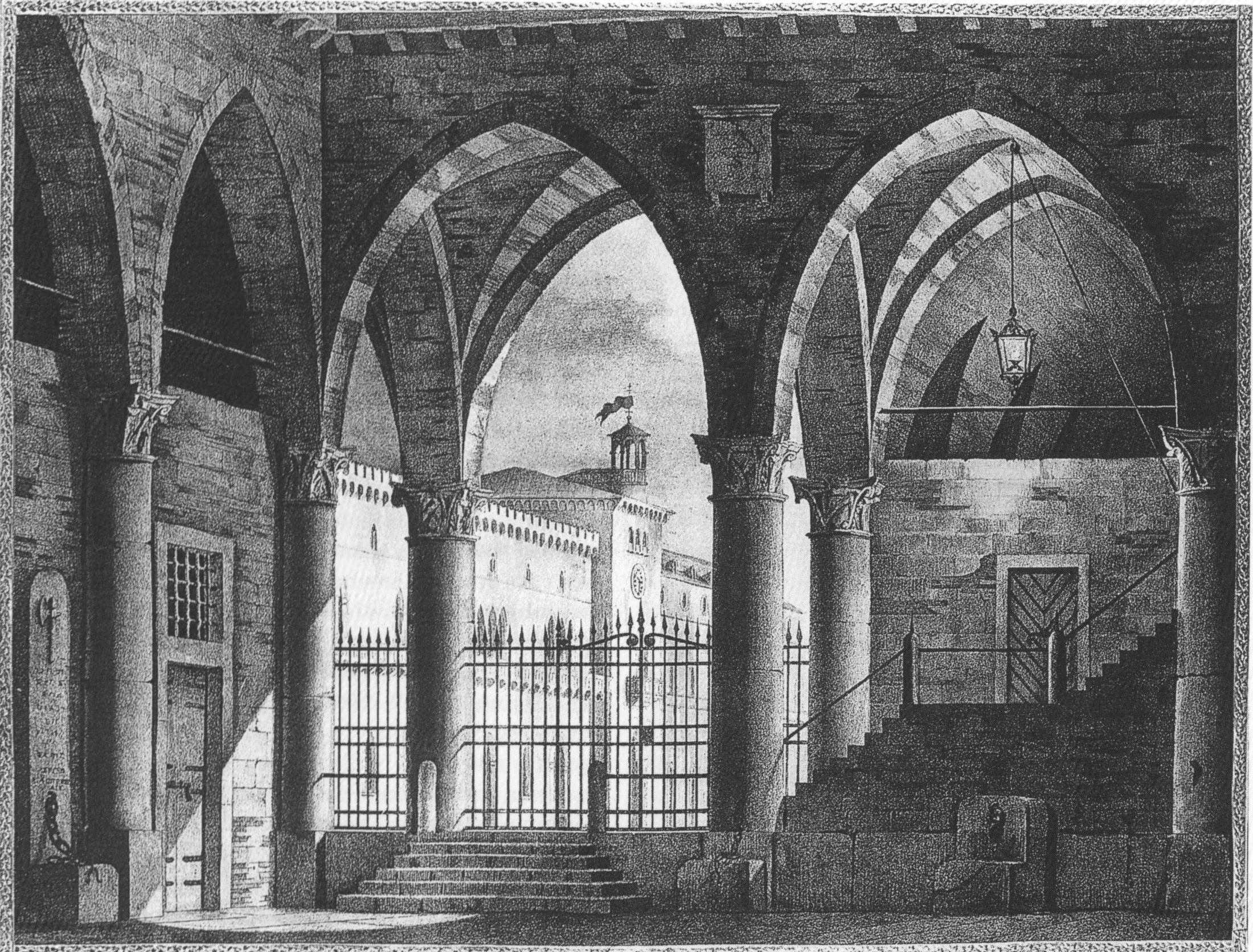
Pasquala Canna: Szenenbild zweiter Akt, zweites Bild, Neapel 1824 oder 1827

Szene 4. Im Gefängnis beklagt Amenaìde ihren bevorstehenden ungerechten Tod. Sie hofft, dass wenigstens Tancredi erfährt, dass sie unschuldig gestorben ist (Szene: „Di mia vita infelice“ – Cavatine: „No, che il morir non è“).
Szene 5. Orbazzano und Argirio erscheinen mit den Wachen und weiteren Rittern, um Amenaìde zu ihrer Hinrichtung abzuholen. Obwohl Argirio seine Tochter für schuldig hält, will er sich wenigstens von ihr verabschieden. Amenaìde beteuert weiterhin ihre Unschuld. Es könne nicht strafbar sein, dass sie ihren Geliebten zum Schutz für das Vaterland gerufen habe. Orbazzano jedoch betrachtet das nur als weiteren Beweis für ihren Verrat. Er fragt in die Runde, ob ein Ritter für sie im Kampf gegen ihn antreten wolle.
Szene 7. In diesem Moment meldet sich der verkleidete Tancredi an der Gefängnistür. Um Amenaìdes Leben zu retten, fordert er Orbazzano zu einem Gottesurteil durch einen Zweikampf auf, obwohl er von Zweifeln an Amenaìdes Treue zerfressen ist. Seinen Namen will er erst nennen, wenn Orbazzano vor ihm im Staub liegt. Orbazzano nimmt die Herausforderung an und macht sich auf den Weg zum Kampfplatz.
Szene 8. Tancredi weist Amenaìde darauf hin, dass er nicht gekommen sei, um ihre Unschuld zu beweisen, sondern um sie zu strafen. Argirio umarmt ihn bewegt und bittet ihn vergeblich, seinen Namen zu nennen (Rezitativ: „M’abbraccia Argirio“). Beide sind zwischen ihrer Liebe zu Amenaìde und dem Verlangen nach Rache hin- und hergerissen (Duett: „Ah se de’ mali miei“). Die Trompeten rufen zum Kampf, und beide entfernen sich.
Szene 9. Amenaìde ruft ihre Freundin Isaura zu sich. Sie bedauern, dass der Held sie für schuldig hält, sind aber dankbar für sein Einschreiten.
Szene 10. Argirio konnte es nicht ertragen, dem Kampf zuzusehen, und kehrt zu den beiden Frauen zurück. Amenaìde betet für Tancredi (Arie: „Giusto dio che umile adoro“). Schon verkünden Rufe des Chores das Ende des Kampfes. Die Ritter berichten anschließend vom Sieg des unbekannten Helden. Orbazzano ist gefallen. Amenaìde kann ihr Glück kaum fassen.
Szene 11. Nachdem alle anderen gegangen sind, wundert sich Isaura über die schnellen Wendungen des Schicksals.
Großer Platz in Syrakus
Szene 12. Unter den Jubelrufen des Volkes wird der siegreiche Tancredi in einer Triumph-Kutsche hereingeführt (Chor: „Plaudite, o popoli“). Er trägt Orbazzanos Waffen als Trophäen. Die Knappen bringen seine eigenen Wappen herbei und Roggiero seinen Schild. Trotz seines Sieges ist Tancredi verzweifelt. Er hat daher beschlossen, das Land zu verlassen, um in der Ferne zu sterben.
Szene 13. Amenaìde tritt hinzu, um Tancredi umzustimmen – aber er kann ihr kein Vertrauen mehr entgegenbringen. Amenaìde fleht ihn an, sie lieber zu töten als zu verlassen (Duett: „Lasciami: – non t’ascolto“ – „Ah sì mora, e cessi omai“). Beide entfernen sich.
Szene 14. Roggiero hat beschlossen, Tancredi ins Exil zu folgen. Isaura versichert ihm, dass Amenaìde schuldlos sei. Sie habe zwar Schweigen gelobt, aber nun sei es an der Zeit, die Wahrheit zu enthüllen.
Szene 15. Roggiero hat wieder Hoffnung für seinen Freund (Arie: „Torni alfin ridente, e bella“).
Bergkette mit Schluchten und Wasserfällen, die sich zum Arethusa vereinigen
Ein Wald bedeckt einen Teil der Ebene; der Ätna in der Ferne; die Sonne steht im Westen und wird vom Meer auf der anderen Seite reflektiert. Afrikanische Zelte auf den Bergen verteilt. Einige Höhlen. Während des Ritornells sieht man Tancredi auf- und absteigen, seufzend voranschreiten und dann stehenbleiben.
Szene 16. Beim Anblick der schroffen Gegend beklagt Tancredi seine verratene Liebe (Szene: „E dove son! Fra quali orror mi guida“ – Cavatine: „Ah! che scordar non so“). Er setzt sich auf einen Stein an einem Höhleneingang und überlässt sich seinen Gedanken. Unterdessen erscheinen auf dem Berg und im Wald sarazenische Soldaten, die sich dem Lager nähern, um Tancredi um Hilfe im Kampf gegen ihren Feind Solamiro zu bitten (Chor der Sarazenen: „Regna il terror nella città“). Tancredi ist erleichtert, auf diese Weise immer noch seinem Vaterland dienen zu können.
Szene 17. Argirio ist inzwischen von Amenaìdes Unschuld überzeugt. Die beiden haben sich mit Isaura und ihren Rittern und Soldaten auf die Suche nach Tancredi begeben und treffen nun auf ihn. Amenaìde erklärt Tancredi, dass der Brief an ihn gerichtet war und nicht an Solamiro, den sie verabscheue. Tancredi ist bewegt, glaubt ihr aber immer noch nicht. Als in der Ferne ein barbarischer Marsch zu hören ist, bemerkt Tancredi bei den sich nähernden Sarazenen die Wappen Solamiros.
Szene 18. Sarazenen nähern sich mit einem Olivenzweig und einer Krone, um diese im Auftrag Solamiros Amenaìde anzubieten. Für Tancredi ist damit Amenaìdes Untreue bewiesen. Nachdem die Sarazenen abgezogen sind, bekräftigt er seinen Entschluss, gegen Solamiro in den Kampf zu ziehen, und entfernt sich mit Roggiero und einem Teil der Ritter.
Szene 19. Amenaìde und Argirio sind entsetzt über Tancredis Verhalten. Argirio folgt ihm mit den übrigen Rittern, um ihm im Kampf zu unterstützen.
Szene 20. Amenaìde und Isaura erwarten besorgt den Ausgang der Schlacht.
Szene 21. Tancredi, Argirio, Roggiero und die Ritter kehren siegreich zurück. Tancredi hat Solamiro getötet, der noch mit seinen letzten Worten Amenaìde Unschuld bestätigen konnte. Er bittet sie um Verzeihung für sein Misstrauen. Die Liebenden sind wieder vereint und besingen gemeinsam mit Argirio ihr neues Glück (Finale II: „Tra quei soavi palpiti“).

### Finale der Zweitfassung
Die alternative Fassung setzt nach der Cavatine Tancredis in Szene 16 der ursprünglichen Fassung ein. In der neuen Nummerierung ist dies Szene 14.
Szene 14b. Anstelle der Sarazenen der Urfassung erscheinen die heimatlichen Ritter auf der Suche nach Tancredi. Sie bitten ihn um Hilfe im Kampf gegen Solamiros Sarazenen (Chor der Ritter: „Regna il terror nella città“).
Szene 15. Amenaìde und Argirio kommen hinzu. Sie erhalten jedoch keine Gelegenheit, Tancredi von Amenaìdes Unschuld zu überzeugen. Er schließt sich sofort den Rittern an, um in die Schlacht zu ziehen (Arie: „Perché turbar la calma“).
Szene 16. Auch Isaura kommt mit einigen Schildknappen. Argirio folgt Tancredi mit den übrigen Rittern, während die Knappen über Amenaìde wachen sollen.
Szene 17. Amenaìde und Isaura bangen um den Ausgang der Schlacht.
Szene 18. Nach dem Sieg über die Sarazenen bringen Argirio und die Ritter den tödlich verwundeten Tancredi herbei (Chor: „Muore il forte, il vincitor“). Erst jetzt kann Argirio ihm erklären, dass der abgefangene Brief Amenaìdes nicht an Solamiro, sondern an ihn selbst gerichtet war. Tancredi verabschiedet sich sterbend von seiner Geliebten.

## Gestaltung

### Instrumentation
Die Orchesterbesetzung der Oper enthält die folgenden Instrumente:
- zwei Flöten / Piccolo, zwei Oboen / Englischhorn, zwei Klarinetten, zwei Fagotte
- zwei Hörner, zwei Trompeten
- Pauken, „Banda turca“
- Streicher
- Continuo

### Musiknummern
Die Oper enthält die folgenden Musiknummern:
- Ouvertüre

Erster Akt
- Nr. 1. Introduktion (Chor, Isaura): „Pace – onore – fede – amore“ (Szene 1)
- Nr. 2. Chor: „Più dolci, e placide spirano l’aure“ (Szene 3)
  - Cavatine (Amenaìde) „Come dolce all’alma mia“ (Szene 3)
- Nr. 3. Rezitativ: „Oh patria! dolce e ingrata patria!“ (Szene 5)
  - Cavatine (Tancredi): „Tu che accendi questo core“ – „Di tanti palpiti“ (Szene 5)
- Nr. 4. Recitativo accompagnato (Argirio): „La morte? / Della patria“ (Szene 7)
  - Arie (Argirio): „Pensa che sei mia figlia“ (Szene 7)
- Nr. 5. Rezitativ: „Oh qual scegliesti“ (Szene 8)
  - Duett (Amenaìde, Tancredi): „L’aura che intorno spiri“ (Szene 8)
- Nr. 6. Chor: „Amori – scendete“ – „Alla gloria, al trionfo, agli allori“ (Szene 10)
- Nr. 7. Recitativo istrumentale: „Da chi? – perché…“ (Szene 13)
  - Finale I: „Ciel che lessi! oh tradimento!“ (Szene 13)

Zweiter Akt
- Nr. 8. Rezitativ: „Oddio! Crudel!“ (Szene 2)
  - Arie (Argirio, Isaura, Chor): „Ah! segnar invano io tento“ (Szene 2)
- Nr. 9. Arie (Isaura): „Tu che i miseri conforti“ (Szene 3)
- Nr. 10. Szene (Amenaìde): „Di mia vita infelice“ (Szene 4)
  - Cavatine (Amenaìde): „No, che il morir non è“ (Szene 4)
- Nr. 11. Rezitativ: „M’abbraccia Argirio“ (Szene 8)
  - Duett (Tancredi, Argirio): „Ah se de’ mali miei“ (Szene 8)
- Nr. 12. Rezitativ: „Gran dio!“ (Szene 10)
  - Arie (Amenaìde): „Giusto dio che umile adoro“ (Szene 10)
- Nr. 13. Chor: „Plaudite, o popoli“ (Szene 12)
- Nr. 14. Rezitativ: „Fier incontro! E che vuoi?“ (Szene 13)
  - Duett (Tancredi, Amenaìde): „Lasciami: – non t’ascolto“ – „Ah sì mora, e cessi omai“ (Szene 13)
- Nr. 15. Arie (Roggiero): „Torni alfin ridente, e bella“ (Szene 15)
- Nr. 16. Szene (Tancredi): „E dove son! Fra quali orror mi guida“ (Szene 16)
  - Cavatine (Tancredi): „Ah! che scordar non so“ (Szene 16)
  - Chor der Sarazenen: „Regna il terror nella città“ (Szene 16)
- Nr. 17. Finale II: „Tra quei soavi palpiti“ (Szene 21)

### Musik
In seiner ersten Opera seria Tancredi gelang es Rossini, lyrischen Ausdruck mit den Notwendigkeiten der dramatischen Handlung zu verbinden. Die Musik ist gekennzeichnet durch „raffinierte Ausgewogenheit und klassische Schlichtheit“. Dur-Tonarten herrschen vor. Lediglich für die Gefängnisszene Amenaìdes verwendet Rossini c-Moll, aber schon ihre Arie steht wieder in Dur. Der Theaterschriftsteller Giuseppe Carpani  (1752–1823) beschrieb die Musik des Tancredi mit den Worten „Kantilene und immer Kantilene, schöne Kantilene, neue Kantilene, zauberhafte Kantilene, außergewöhnliche Kantilene“.:175 Hervorzuheben sind neben den vielen virtuosen und lyrischen Solo-Stücken die Chorszenen, das große erste Finale mit seinem dramatischen Crescendo sowie die beiden Duette von Tancredi und Amenaìde.
Besonders erwähnenswert sind:
- Rezitativ und Cavatine Tancredis (Nr. 3): „Oh patria! dolce e ingrata patria!“ / „Tu che accendi questo core“ – „Di tanti palpiti“ (erster Akt, Szene 5) – volkstümlicher Charakter voller überraschender harmonischer Wendungen[5]:176f
- Das Duett von Amenaìde und Tancredi (in Nr. 5): „L’aura che intorno spiri“ / „Quale per me funesto“ (erster Akt, Szene 8) – mehrteilige Form: Anfang Amenaìdes – Antwort Tancredis (Allegro giusto) – lyrischer Abschnitt (Andante) mit parallel geführten Stimmen – modulierender Übergang – Cabaletta (Allegro)[5]:177
- Die Arie Argirios (in Nr. 8): „Ah! segnar invano io tento“ (zweiter Akt, Szene 2) – umfangreiche Verzierungen[6]:33
- Die Cavatine Amenaìdes (in Nr. 10): „No, che il morir non è“ (zweiter Akt, Szene 4) – laut Charles Osborne „both dignified and moving“[6]:33
- Die Arie Amenaìdes (in Nr. 12): „Giusto dio che umile adoro“ (zweiter Akt, Szene 10) – die Cabaletta kennzeichnet Charles Osborne mit dem Ausdruck „exhilarating lightness of spirit“[6]:33
- Das Duett von Amenaìde und Tancredi (in Nr. 14): „Lasciami: – non t’ascolto“ – „Ah sì mora, e cessi omai“ (zweiter Akt, Szene 13) – Mittelteil in der Mediante[5]:177; Charles Osborne zufolge einer der Höhepunkte der Oper und ein herausragendes Beispiel für den Belcanto-Stil[6]:33
- Die Cavatine Tancredis (in Nr. 16): „Ah! che scordar non so“ (zweiter Akt, Szene 16) –  die Introduktion enthält eine „Melodie von Verdischer Weite“[5]:175
- Die Sterbeszene Tancredis der Zweitfassung: kammermusikalische Begleitung und ausdrucksstarke Gesangslinie. Sie zählt dem Harenberg-Opernführer zufolge „zum Wirkungsvollstem, was Rossini je komponiert hat“.[4]

## Werkgeschichte

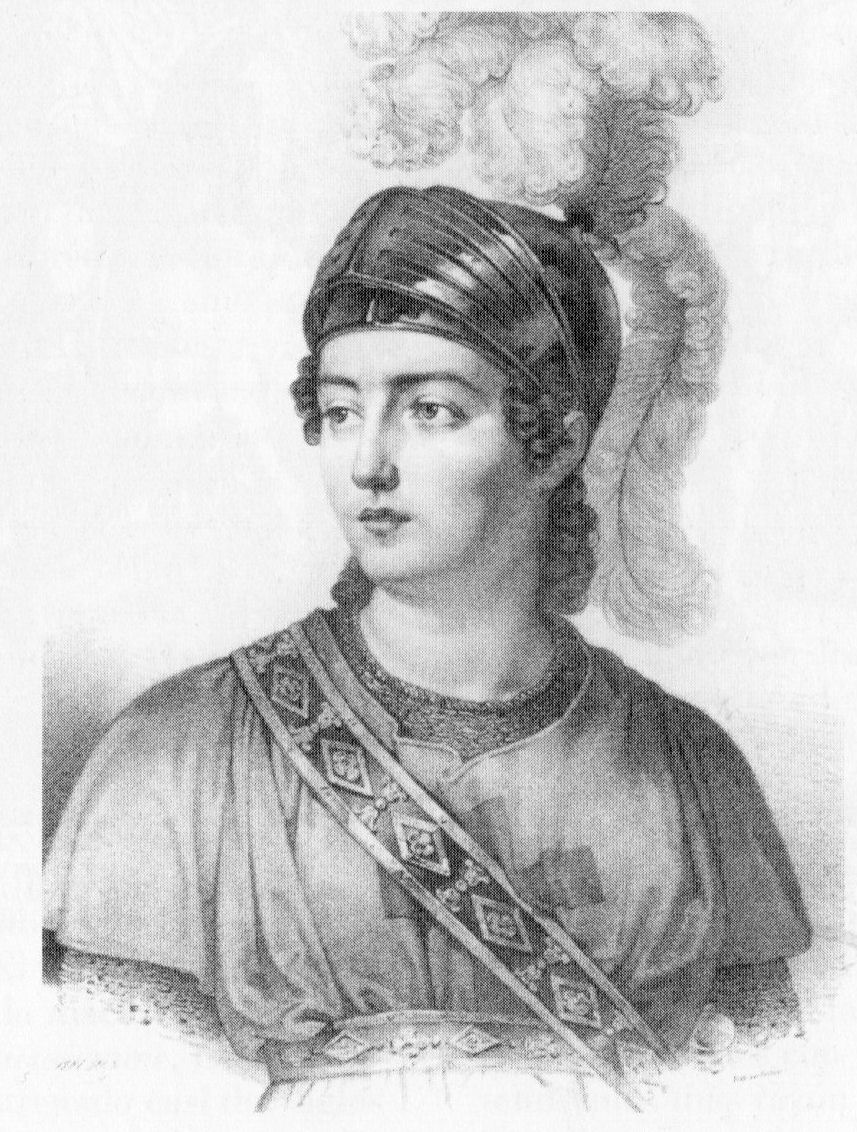
Giuditta Pasta als Tancredi (1822)

Tancredi ist Rossinis erste Opera seria.:372 Er erhielt den Auftrag im November 1812 vom Teatro La Fenice, als er sich für die Premiere von L’occasione fa il ladro in Venedig aufhielt. Thema und Librettist der Oper standen zu diesem Zeitpunkt bereits fest.:29 Das Libretto von Gaetano Rossi war eine Adaption der 1760 uraufgeführten Tragödie Tancrède von Voltaire.:29 In dieser Vorlage stirbt der Held Tancredi auf dem Schlachtfeld und erfährt erst in seinem letzten Atemzug, dass Amenaìde ihm treu war. Die Angabe einiger Autoren, dass Rossi auch einige Episoden aus Torquato Tassos Gerusalemme liberata als Vorlage nutzte, ist nicht haltbar, da schon der historische Kontext der beiden Werke nicht zusammenpasst. Auch gibt es keinerlei Ähnlichkeiten in der Handlung.:30 Um dem Geschmack des italienischen Publikums entgegenzukommen – dort waren Opern mit tragischem Ausgang zur Zeit der Uraufführung nicht besonders beliebt – schuf Rossi abweichend von der Vorlage ein glückliches Ende.
Aufgrund der Bedeutung der Oper für das Teatro La Fenice forderte Rossini als Bezahlung 600 Francs, erhielt Alexis Azevedo zufolge jedoch nach einigen Verhandlungen nur 500.:42
Rossini hatte wegen seiner vorausgehenden Arbeiten für das Teatro San Moisè (L’occasione fa il ladro und Il signor Bruschino) kaum Zeit für die Komposition von Tancredi. Möglicherweise ist das der Grund dafür, dass er als Ouvertüre diejenige von La pietra del paragone wiederverwendete.:42
Die Uraufführung fand am 6. Februar 1813 im Teatro La Fenice statt. Es sangen Adelaide Malanotte-Montresor (Tancredi), Elisabetta Manfredini-Guarmani (Amenaìde), Teresa Marchesi (Isaura), Carolina Sivelli (Roggiero), Pietro Todràn (Argirio) und Luciano Bianchi (Orbazzano).:42 Zeitungsberichten zufolge mussten sowohl die Premiere als auch die darauffolgende Aufführung während des zweiten Akts abgebrochen werden, da die beiden Hauptdarstellerinnen indisponiert waren. Zur ersten vollständigen Aufführung kam es erst am 12. Februar. Der Erfolg war nicht herausragend, und Rossini nahm noch während der Spielzeit einige Änderungen vor. Insgesamt gab es fünfzehn Aufführungen am Teatro La Fenice.:43
Noch im selben Jahr wurde die Oper auch in Ferrara aufgeführt. Für diese Wiederaufnahme regte der Schriftsteller Luigi Lechi – der Geliebte der Hauptdarstellerin Adelaide Malanotte – an, statt des schwachen Schlusses der ursprünglichen Version das originale Ende des Dramas von Voltaire zu komponieren. Seine Fassung orientierte sich eng am Versgefüge Voltaires.:29 Rossini schrieb hierfür einen neuen Chor (es handelt sich bei den hilfesuchenden Soldaten nicht mehr um Sarazenen, sondern um Syrakuser), sowie zwei Arien: Tancredis Rondo „Perché turbar la calma“ (Szene 15) und „Amenaìde… serbami tua fé“ am Schluss der Oper.:374 Diese Fassung kam beim Publikum gut an. Einige Personen befürchteten jedoch, dass „der Anblick solch trauriger Szenen ihre Verdauung beeinflussen könnte“.:43 Daher zog Rossini das geänderte Finale zurück und nutzte die Musik anderweitig.:30 Der Chor „Muore il forte, il vincitor“ erscheint später in Aureliano in Palmira.:181 Die Partitur des Ferrara-Finales galt lange Zeit als verschollen.:43 Sie wurde erst in den 1970er Jahren wiederentdeckt.

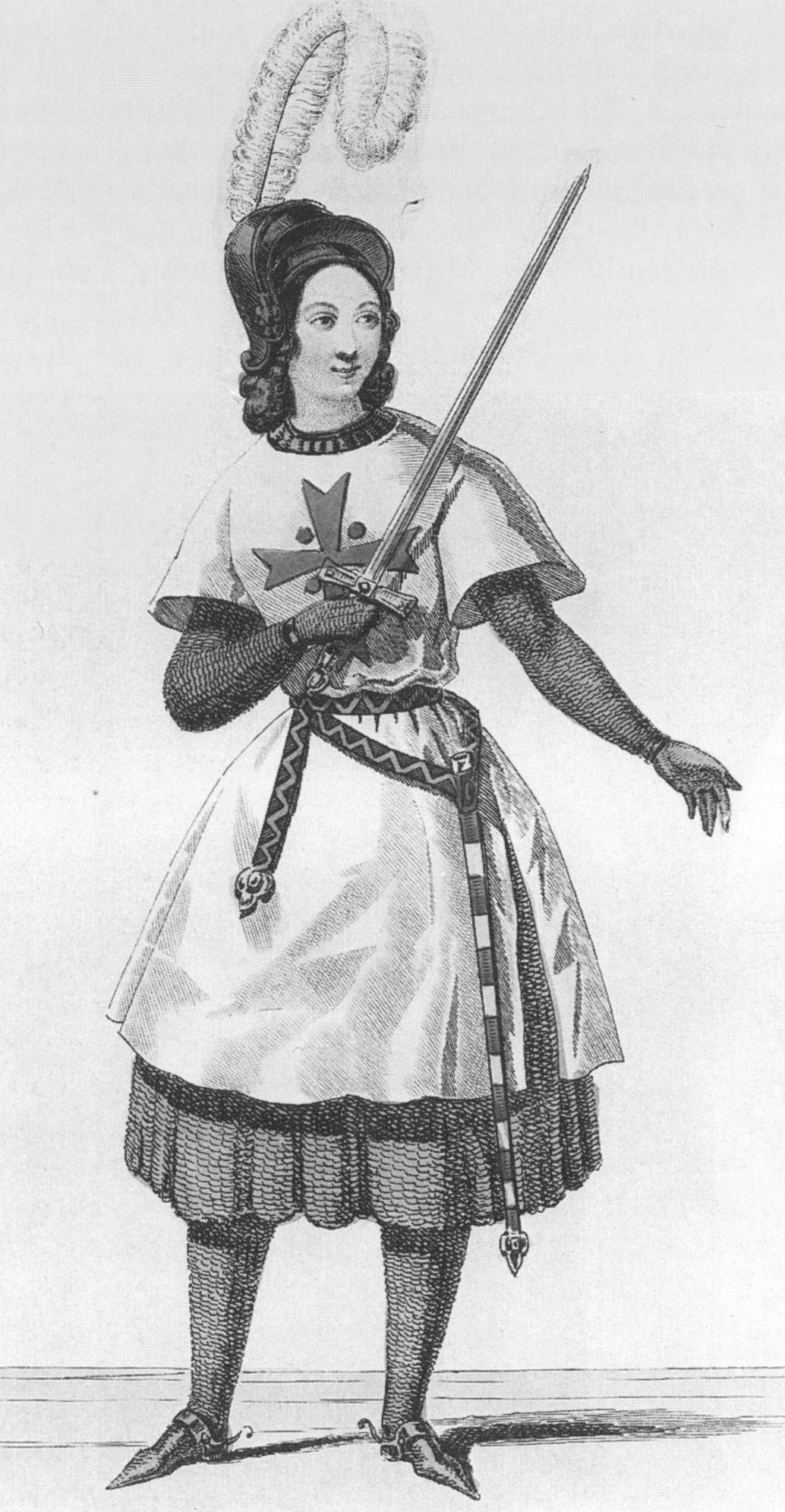
Pauline Viardot-Garcia als Tancredi – Théâtre-Italien – Paris 1840

Eine dritte Fassung wurde erstmals am 18. Dezember 1813 im Teatro Re in Mailand aufgeführt. Sie hat wieder das glückliche Ende der Erstfassung, enthält aber auch Tancredis Rondo der Zweitfassung. Außerdem gibt es mit Roggieros „Torni d’amor la face“ und Argirios „Se ostinata ancor und cedi“ und „Al campo mi chiama“ drei neue Arien, bei denen aber nicht geklärt ist, inwieweit sie von Rossini selbst stammen.:374
Die Oper verbreitete sich schnell in ganz Italien. 1816 gab es in München die erste Aufführung außerhalb Italiens.:374 Sie gelangte in Übersetzungen (deutsch, polnisch, tschechisch, spanisch, französisch, ungarisch, schwedisch, russisch und englisch) auch in andere europäische Länder sowie Nord-, Mittel- und Südamerika und begründete Rossinis internationalen Ruhm. Besonders die Auftrittsarie des Tancredi „Di tanti palpiti“ erreichte eine enorme Beliebtheit.:43 Sie war unter dem Namen „Reisarie“ bekannt, weil einer Legende zufolge Rossini erklärt hatte, dass er für die Komposition nicht länger gebraucht hatte als man benötige, um Reis zu kochen.:32 Richard Wagner parodierte die Melodie in seinen Meistersingern von Nürnberg im „Chor der Schneider“.:32
Wie die meisten Belcanto-Werke verschwand auch der Tancredi gegen Ende des 19. Jahrhunderts aus dem Repertoire. Erst 1952 gab es beim Festival Maggio Musicale Fiorentino wieder eine erfolgreiche Aufführung mit Giulietta Simionato (Tancredi) und Teresa Stich-Randall (Amenaìde) unter der musikalischen Leitung von Tullio Serafin. Seitdem gab es eine Reihe von weiteren Aufführungen in Europa und den USA, deren Erfolg u. a. der Mezzosopranistin Marilyn Horne zu verdanken ist,:31 die die Titelrolle u. a. in Houston (1977), Aix-en-Provence (1981), Venedig (1981/83) und Chicago (1989) sang. 1977 erschien eine vorläufige kritische Ausgabe der Partitur. Auch die Zweitfassung wurde wieder mehrfach gespielt. Eine Aufführung der Drittfassung gab es 1991 beim Rossini Opera Festival Pesaro.:375

## Diskographie
Tancredi ist vielfach auf Tonträger erschienen. Operadis nennt 26 Aufnahmen im Zeitraum von 1968 bis 2007. Daher werden im Folgenden nur die in Fachzeitschriften besonders ausgezeichneten Aufnahmen aufgeführt.
- Juli 1983 (live aus Venedig, Originalfassung, Secco-Rezitative gekürzt; Opernwelt-CD-Tipp: „künstlerisch wertvoll“[4]): Ralf Weikert (Dirigent), Orchester und Chor des Teatro La Fenice di Venezia. Marilyn Horne (Tancredi), Lella Cuberli (Amenaìde), Ernesto Palacio (Argirio), Nicola Zaccaria (Orbazzano), Bernadette Manca di Nissa (Isaura), Patricia Schuman (Roggiero). CBS CD: M3K 39073.[10]:16026
- Januar 1994 (Opernwelt-CD-Tipp: „künstlerisch wertvoll“[4]): Alberto Zedda (Dirigent), Collegium Instrumentale Brugense, Chamber Chorus Ars Brunensis. Ewa Podleś (Tancredi), Sumi Jo (Amenaìde), Stanford Olsen (Argirio), Pietro Spagnoli (Orbazzano), Anna Maria di Micco (Isaura), Lucretia Lendi (Roggiero). Naxos CD: 8.660037-8.[10]:16031